# Ornitorrinc
L'ornitorrinc (Ornithorhynchus anatinus) és un mamífer semiaquàtic ovípar endèmic de l'est d'Austràlia, incloent-hi l'illa de Tasmània. És l'únic representant vivent de la família dels ornitorrínquids i el gènere Ornithorhynchus.
Juntament amb les quatre espècies d'equidnes, és una de les cinc espècies vivents de monotremes, l'únic grup de mamífers que ponen ous en lloc de parir cries vives. Igual que la resta de monotremes, detecta les preses mitjançant l'electrolocalització. És una de les poques espècies de mamífers verinosos que hi ha al món. Els esperons que tenen els mascles a les potes posteriors injecten un verí que pot causar un dolor intens a les persones. En veure per primera vegada aquest mamífer ponedor d'ous i dotat de bec d'ànec, cua de castor i potes de llúdria, els naturalistes europeus quedaren tan desconcertants que alguns fins i tot creien que era una falsificació feta a partir de trossos de diferents animals.
Els trets únics de l'ornitorrinc en fan un tema d'estudi important en el camp de la biologia evolutiva, així com un símbol icònic d'Austràlia. Fa uns 50 cm de llargada.
Ha aparegut com a mascota en esdeveniments nacionals i apareix al revers de la moneda de vint cèntims australiana. L'ornitorrinc és l'emblema animal de Nova Gal·les del Sud.
Fins a principis del segle xx, se'l caçava pel seu pelatge, però actualment està protegit arreu del seu àmbit de distribució. Encara que els programes de reproducció en captivitat han tingut poc èxit i que l'ornitorrinc és vulnerable als efectes de la contaminació, no hi ha cap amenaça immediata per a la seva supervivència. El 2024 es calcula que n'hi ha una població salvatge d'uns 300.000 individus.

## Taxonomia i etimologia
Quan l'ornitorrinc fou descobert per primer cop pels europeus el 1798, el capità John Hunter, segon governador de Nova Gal·les del Sud, n'envià una pell i un esbós al Regne Unit. Al principi, els científics britànics estaven convençuts que les característiques d'aquest animal eren un engany. George Shaw, que el 1799 feu la primera descripció de l'animal a la revista Naturalist's Miscellany, afirmà que era impossible no tenir dubtes sobre la seva naturalesa genuïna i Robert Knox creia que podria haver estat creat per algun taxidermista asiàtic. Es creia que algú havia cosit el bec d'un ànec al cos d'un animal semblant a un castor. Shaw fins i tot utilitzà unes tisores per comprovar si hi havia sutures a la pell assecada.
El seu nom comú en anglès, Platypus, és un nom llatinitzat derivat dels mots grecs πλατύς (platís, ‘pla’, ‘ample’) i πους (pus, ‘peu’), amb el significat de ‘peu pla’. Shaw el tractà com a gènere linneà quan el descrigué per primer cop, però aviat es descobrí que aquest nom ja pertanyia a uns escarabats (del gènere Platypus). El 1800, fou descrit de manera independent com a Ornithorhynchus paradoxus per Johann Friedrich Blumenbach, a partir d'un exemplar que li havia lliurat Sir Joseph Banks, i seguint les regles de prioritat de nomenclatura més endavant se'l reconegué oficialment com a Ornithorhynchus anatinus. El nom científic Ornithorhynchus deriva del mot ορνιθόρυνχος (ornithórinkhos), que significa ‘musell d'ocell’ en grec, i anatinus, que significa ‘semblant a un ànec’ en llatí. En català, l'ús del mot es registra per primer cop el 1888. Abans de l'entrada en vigor de la reforma ortogràfica de l'Institut d'Estudis Catalans el 2017, s'escrivia ornitorrinc.

## Descripció
El cos i l'ampla cua plana de l'ornitorrinc estan coberts amb un pelatge marró espès que atrapa una capa d'aire isolant que manté l'animal en calor. L'ornitorrinc utilitza la cua com a magatzem de reserves de greix, una adaptació que també presenten animals com el diable de Tasmània, i les ovelles de cua grassa. Té els peus palmats i el musell gros i corretjós; són trets més semblants als d'un ànec que als de qualsevol mamífer conegut. Les membranes són més significatives a les potes anteriors i són plegades cap enrere quan l'animal camina per terra. A diferència del bec d'un ocell, en què les parts superior i inferior se separen per a revelar la boca, el musell de l'ornitorrinc és un òrgan sensorial amb la boca a la part de sota. Els narius estan situats a la superfície dorsal del musell, mentre que els ulls i les orelles es troben en un solc situat just darrere el musell; aquest solc es tanca quan l'animal neda. S'han sentit ornitorrincs que emeten un grunyit greu quan se'ls molesta i en exemplars en captivitat s'ha observat una varietat de vocalitzacions.

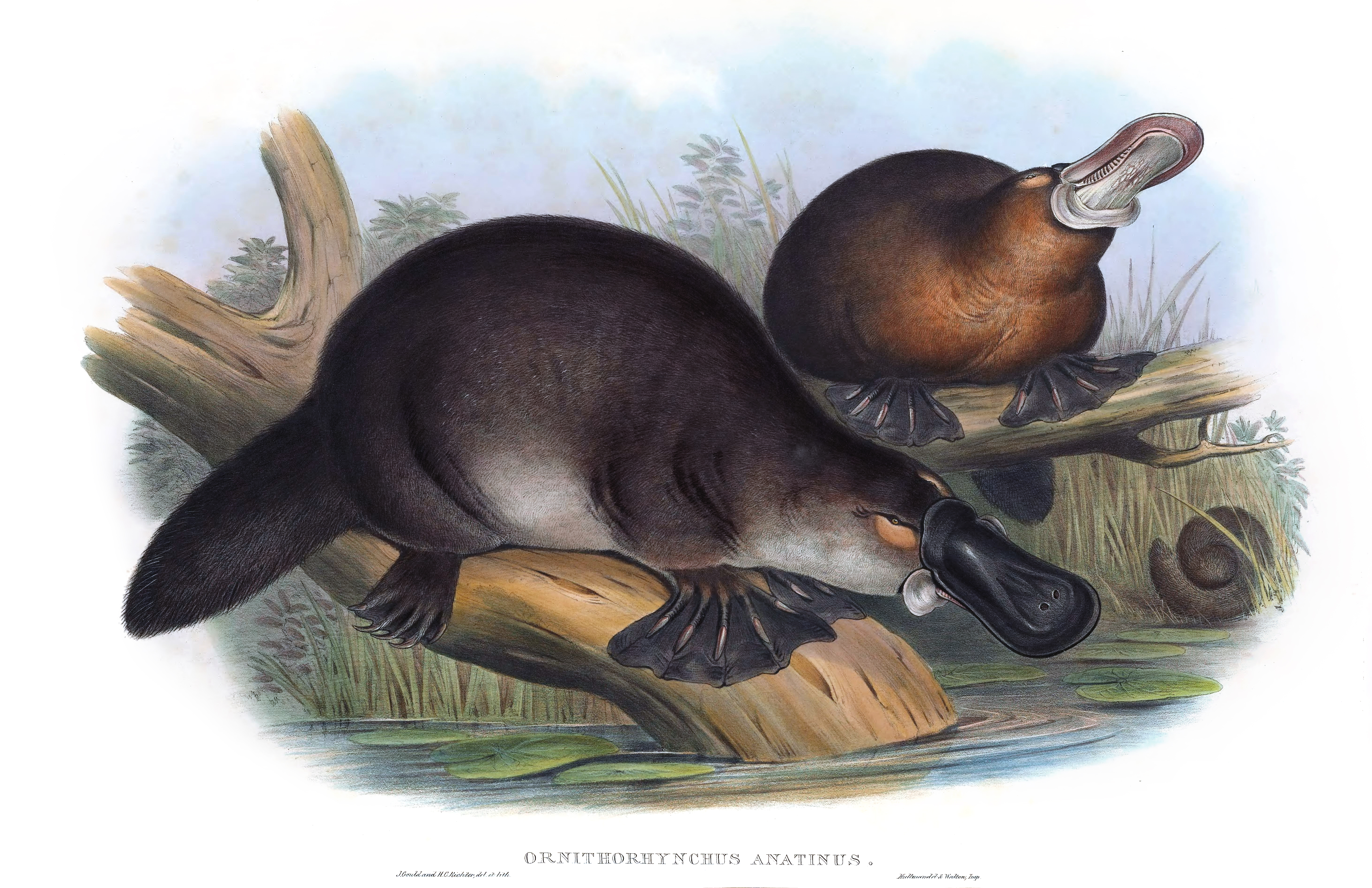
Il·lustració d'ornitorrincs (1863)

El pes varia considerablement, entre 700 i 2.400 grams i els mascles són més grossos que les femelles: els mascles mesuren una mitjana de 50 cm mentre que les femelles en mesuren uns 43. Hi ha diferències significatives en la mida mitjana d'una regió a l'altra. Aquest patró no sembla seguir cap regla climàtica concreta i podria deure's a altres factors ambientals com ara els predadors o la presència d'humans.
L'ornitorrinc té una temperatura corporal mitjana d'uns 32 °C, que contrasta amb els 37 °C típics dels placentaris. Les investigacions suggereixen que es tracta d'una adaptació gradual a condicions ambientals dures per les poques espècies supervivents de monotremes i no d'una característica comuna de tot el grup.
Les cries d'ornitorrinc tenen molars tricúspides que perden just abans o després de deixar el cau on han nascut. Els adults, en canvi, tenen coixinets altament ceratinitzats. La mandíbula de l'ornitorrinc està configurada de manera diferent de la d'altres mamífers i el múscul que l'obre és diferent. Com en tots els mamífers autèntics, els ossos minúsculs que condueixen el so a l'orella mitjana estan plenament incorporats al crani, en lloc de ser a la mandíbula, com en els cinodonts i altres sinàpsids premamiferoides. Tanmateix, l'obertura externa de l'orella encara roman a la base del maxil·lar. L'ornitorrinc té ossos addicionals a la cintura escapular, incloent-hi una interclavícula, que no existeixen en la resta de mamífers. Té una marxa reptiliana, amb les potes eixancarrades i no a sota del cos.

### Verí

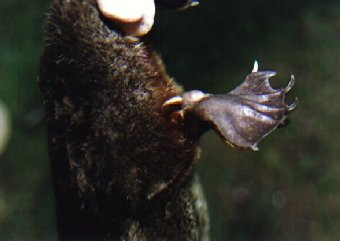
La pua calcània de les potes posteriors dels mascles es fa servir per administrar verí.

Tot i que tant els mascles com les femelles neixen amb pues calcànies al turmell, només les pues del mascle produeixen un còctel verinós,
compost principalment de proteïnes semblants a defensines (DLP), tres de les quals són úniques a l'ornitorrinc. Les defensines són produïdes pel sistema immunitari de l'ornitorrinc. Malgrat que és prou potent per matar animals més petits com ara gossos, el verí no és letal pels humans, però és tan dolorós que la víctima pot acabar incapacitada. Aviat apareix un edema al voltant de la ferida, que s'estén gradualment pel membre afectat. La informació obtinguda d'històries de cas i proves anecdòtiques indica que el dolor es transforma en una hiperalgèsia de llarga durada que persisteix durant dies o fins i tot mesos. El verí és produït a les glàndules crurals del mascle, que són glàndules alveolars en forma de ronyó connectades a la pua calcània d'ambdues potes posteriors a través d'un conducte amb parets primes. L'ornitorrinc femella, igual que els equidnes, té pues rudimentàries que no es desenvolupen i cauen abans que l'animal arribi a l'edat d'un any; a més, manca de glàndules crurals funcionals.
El verí sembla tenir una funció diferent de la dels verins produïts per espècies no mamiferoides; els seus efectes no són letals, però són prou potents per a afeblir greument la víctima. Com que només els mascles produeixen verí i la producció augmenta durant la temporada d'aparellament, es teoritza que és utilitzat com a arma ofensiva per demostrar dominància durant aquest període.

### Electrolocalització
Els monotremes són els únics mamífers que se sap que tenen un sentit de l'electrorecepció; detecten la seva presa, en part, mitjançant la percepció de camps elèctrics generats per les contraccions musculars. L'electrorecepció de l'ornitorrinc és la més sensible de tots els monotremes.
Els electroreceptors estan situats en fileres rostrocaudals a la pell del bec, mentre que els mecanoreceptors (que detecten el tacte) estan distribuïts uniformement pel bec. L'àrea electrosensible de l'escorça cerebral es troba a l'àrea somatosensorial tàctil i algunes cèl·lules corticals reben estímuls tant dels electroreceptors com dels mecanoreceptors, cosa que suggereix una associació estreta entre els sentits d'electrorecepció i del tacte. Tant els electroreceptors com els mecanoreceptors del bec dominen el mapa somatotòpic del cervell de l'ornitorrinc, de la mateixa manera que les mans humanes dominen l'homuncle de Penfield.
L'ornitorrinc pot determinar la direcció d'una font elèctrica, possiblement comparant diferències en la força de senyal al llarg de la capa d'electroreceptors. Això explicaria el moviment característic del cap de l'animal d'una banda a l'altra quan surt a caçar. La convergència cortical dels estímuls electrosensorials i tàctils suggereixen l'existència d'un mecanisme per a determinar la distància de les preses que, quan es mouen, emeten tant senyals elèctrics com polsos de pressió mecànica, cosa que també permetria calcular la distància a partir de la diferència en el temps d'arribada dels dos senyals.
L'ornitorrinc s'alimenta excavant amb el bec al fons de rierols. Els electroreceptors podrien servir per distingir els objectes animats dels inanimats en aquesta situació (en què els mecanoreceptors estarien constantment estimulats). Les preses pertorbades generarien minúsculs corrents elèctrics amb les seves contraccions musculars que podrien ser detectats pels electroreceptors sensibles de l'ornitorrinc. Experiments han demostrat que l'ornitorrinc reacciona davant una «gamba artificial» si s'hi fa passar un corrent elèctric feble.

## Ecologia i comportament

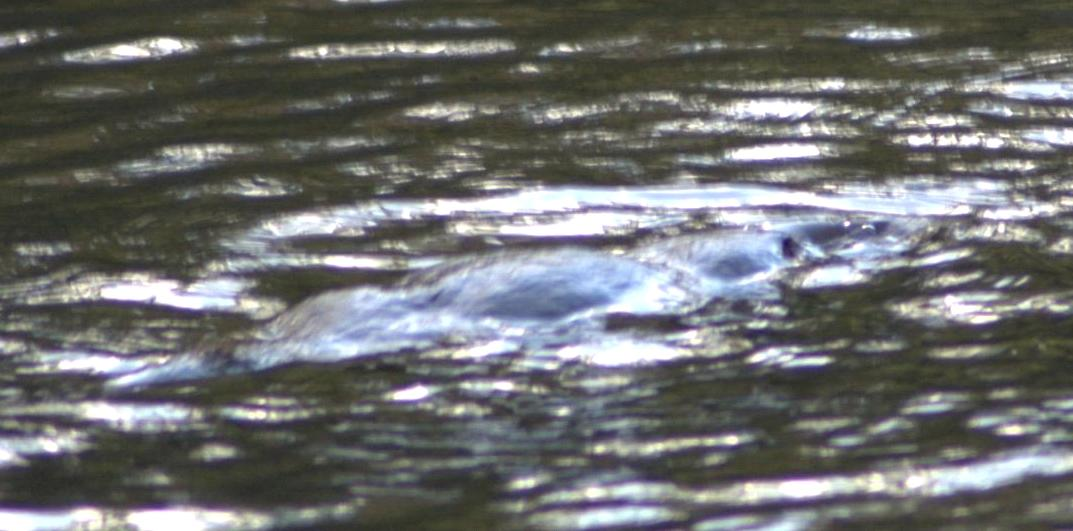
L'ornitorrinc és molt difícil de detectar fins i tot a la superfície d'un riu.

L'ornitorrinc és semiaquàtic i viu en petits rierols i rius dins el seu extens àmbit de distribució, que va des de les fredes zones muntanyoses de Tasmània i els Alps Australians fins a les jungles tropicals de les costes de Queensland, tan al nord com la base de la península del Cap York. A l'interior, la seva distribució no és ben coneguda; està extint a l'Austràlia Meridional (tret d'una població introduïda a Kangaroo Island) i ja no habita gran part de la conca Murray-Darling, possiblement a causa del declivi de la qualitat de l'aigua provocat per projectes de tala d'arbres i d'irrigació a gran escala. Al llarg dels sistemes fluvials costaners, la seva distribució és impredictible; sembla estar absent d'alguns rius relativament sans, però continua vivint en altres que estan bastant degradats (el curs baix del riu Maribyrnong, per exemple).
En captivitat, hi ha ornitorrincs que han sobreviscut fins a l'edat de disset anys i s'han capturat exemplars salvatges d'onze anys. La taxa de mortalitat dels adults en estat salvatge sembla baixa. Els seus predadors inclouen les serps, les rates d'aigua australianes, els varans, els falcons, els mussols i les àguiles. Les poblacions petites d'ornitorrincs al nord d'Austràlia es deuen possiblement a la depredació per part de cocodrils. La introducció de guineus com a predadors de conills pot haver tingut un cert impacte sobre les poblacions d'ornitorrinc al continent. L'ornitorrinc és considerat generalment un animal nocturn i crepuscular, però alguns individus també són actius de dia, especialment si el cel està cobert. El seu hàbitat inclou rius i la zona riberenca, tant per la disponibilitat de preses com de ribes on pot excavar caus per reposar-hi o aniuar-hi. Pot tenir un territori de fins a set quilòmetres i els territoris dels mascles s'encavalquen amb els de tres o quatre femelles.
L'ornitorrinc és un nedador excel·lent i passa gran part del temps a l'aigua buscant aliment. Quan neda, se'l pot distingir de la resta de mamífers australians per l'absència d'orelles visibles. Una de les seves característiques, única entre els mamífers, és que neda impulsant-se mitjançant un moviment de remades alternades amb les potes anteriors; tot i que les quatre potes de l'ornitorrinc són palmades, les posteriors (que es pleguen contra el cos) no contribueixen a l'impuls, sinó que serveixen per a la navegació, en combinació amb la cua. És una espècie endoterma que manté la seva temperatura corporal per sobre de 32 °C, inferior a la de la majoria de mamífers, fins i tot quan busca aliment durant hores dins d'aigües per sota de 5 °C.
Les immersions duren normalment uns 30 segons; poden durar més però poques superen el límit aeròbic estimat de 40 segons. Aleshores, l'animal sol passar uns 10-20 segons recuperant-se a la superfície. L'ornitorrinc és carnívor; s'alimenta de cucs anèl·lids, larves d'insecte, gambes d'aigua dolça i yabbies (crancs de riu) que extreu del fons fluvial amb el musell o que caça mentre neda. Utilitza butxaques malars per dur les preses a la superfície, on se les menja. L'ornitorrinc ha de menjar, aproximadament, un 20% del seu pes en aliment cada dia. Això implica que ha de passar una mitjana de 12 hores al dia buscant menjar. Quan no es troba dins l'aigua, l'ornitorrinc es retira a un petit i recte cau de repòs, amb forma oval, situat gairebé sempre a la riba una mica per sobre del nivell de l'aigua i sovint amagat sota un embull protector d'arrels.

### Reproducció
Quan es descobrí originalment l'ornitorrinc, els científics estaven dividits sobre la qüestió de si la femella ponia ous. La incògnita no es resolgué fins al 1884, quan W. H. Caldwell fou enviat a Austràlia, on, després d'una intensa investigació ajudat per un equip de 150 aborígens, aconseguí trobar uns quants ous. Conscient de l'elevat cost d'enviar un telegrama a Anglaterra basat en el preu per paraula, Caldwell envià un missatge sec a Londres: «monotremes ovípars, ou meroblàstic». És a dir, els monotremes ponen ous i els ous s'assemblen als del rèptils en el fet que només una part de l'ou es divideix durant el desenvolupament.
L'espècie només té un període d'aparellament; la copulació es produeix entre juny i octubre, amb una certa variació local al llarg de la seva distribució. L'observació històrica, els estudis basats en el marcatge i la recaptura i investigacions preliminars de genètica de poblacions indiquen la possibilitat que hi hagi membres permanents i temporals a les poblacions i suggereixen un sistema d'aparellament poligin. Es creu que les femelles esdevenen sexualment actives durant el seu segon any de vida i s'ha confirmat que animals de més de nou anys encara s'aparellen.
Fora de la temporada d'aparellament, l'ornitorrinc viu en un cau senzill a terra, amb una entrada d'aproximadament 30 cm per sobre el nivell de l'aigua. Després d'aparellar-se, la femella construeix un cau més profund i elaborat de fins a 20 metres de llargada i el bloqueja amb taps a intervals (que podrien ser una protecció contra la pujada de les aigües o els predadors, o un mètode de regulació de la humiditat i la temperatura). El mascle no juga cap paper en la cria de la descendència i es retira al seu cau. La femella suavitza el terra del cau amb fulles mortes i humides i omple el niu al final del túnel amb fulles mortes i canyes perquè facin de llit. Arrossega aquest material al niu i el posa a sota la seva cua arrissada.
L'ornitorrinc femella té un parell d'ovaris, però només l'esquerre és funcional. Pon entre un i tres (generalment dos) ous corretjosos i petits (semblants als dels rèptils), que mesuren uns 11 mm de diàmetre i són un xic més arrodonits que els ous d'ocell. Els ous es desenvolupen in utero durant uns 28 dies, amb només uns 10 dies d'incubació exterior (a diferència dels ous de gallina, que passen un dia al tracte i tres setmanes a l'exterior). Després de pondre els ous, la femella s'hi arrauleix al voltant. El període d'incubació es divideix en tres parts. A la primera, l'embrió manca d'òrgans funcionals i es manté gràcies al sac vitel·lí. El vitel és absorbit per la cria en desenvolupament. Durant la segona es desenvolupen els dits i a l'última apareix el telolècit.
Els nounats són vulnerables, cecs i calbs i són alimentats amb la llet de la mare. Tot i que té glàndules mamàries, l'ornitorrinc manca de mugrons; la llet és alliberada a través de porus a la pell. Hi ha solcs a l'abdomen de la femella que formen basses de llet, permetent a les cries llepar-la. Després de l'eclosió, les cries són alletades durant tres o quatre mesos. Durant la incubació i l'alletament, al principi la mare només deixa el cau per períodes curts per buscar aliment. Quan ho fa, crea una sèrie de prims taps de sòl al llarg del cau, possiblement per protegir les cries dels predadors. Quan empeny aquests taps a la tornada, li treuen l'aigua del pelatge, fent que el cau romangui sec. Després d'unes cinc setmanes, la mare comença a passar més temps separada de les cries i quan tenen uns quatre mesos, aquestes emergeixen del cau. Els ornitorrincs neixen amb dents, però els cauen molt aviat, deixant les plaques còrnies amb què molen el menjar.

## Evolució

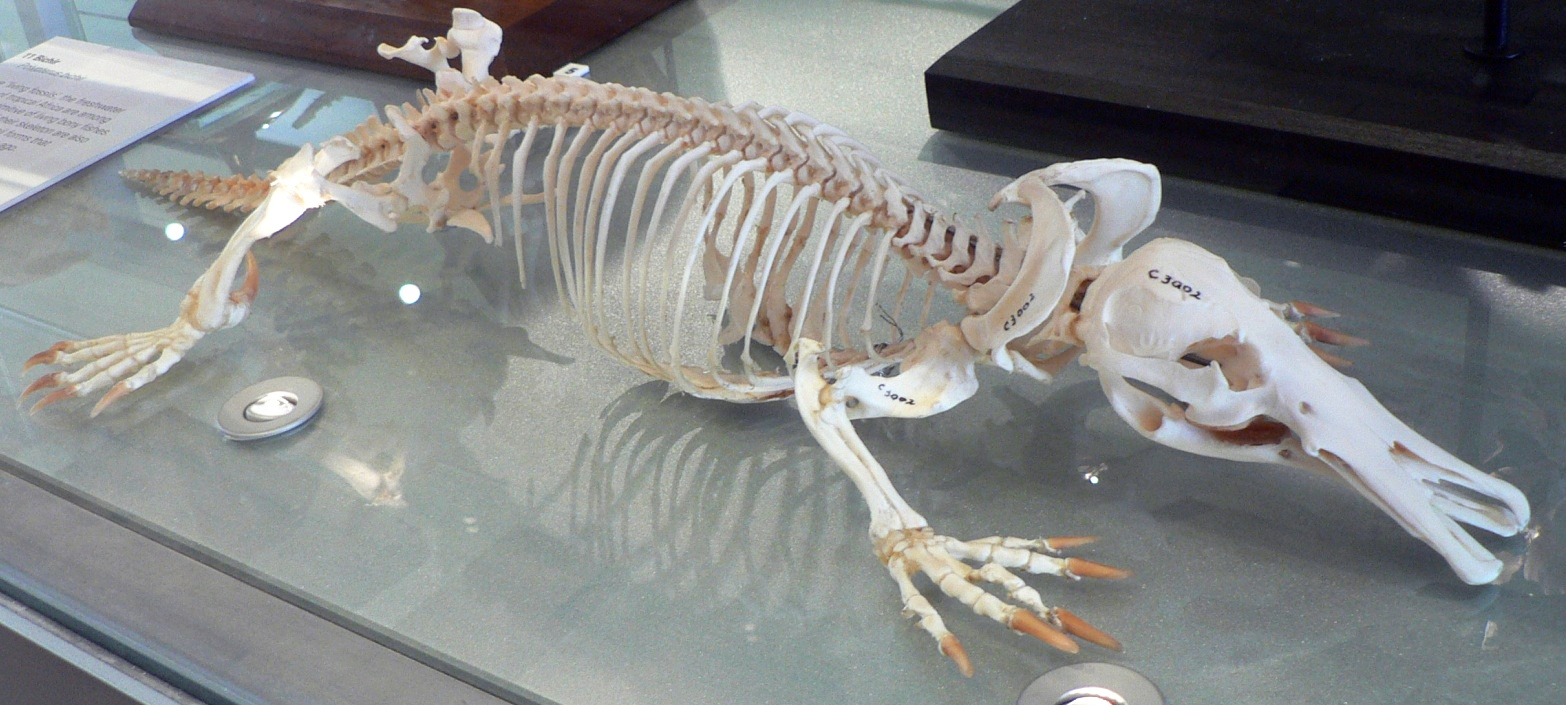
Esquelet d'ornitorrinc

L'ornitorrinc i la resta de monotremes eren molt poc coneguts i alguns dels mites del segle xix que s'inventaren sobre ells (per exemple, que eren «inferiors» o quasi-reptilians) encara perduren. El 1947, William King Gregory teoritzà que els mamífers placentaris i els marsupials podrien haver divergit abans i que una divergència posterior dividí els monotremes i els marsupials, però la investigació posterior i els descobriments fòssils han demostrat que la hipòtesi era incorrecta. De fet, els monotremes moderns són els supervivents d'una divergència primerenca del llinatge dels mamífers i es creu que una divergència posterior conduí als grups dels marsupials i els placentaris.
El fòssil més antic descobert d'ornitorrinc modern data de fa uns 100.000 anys, durant el període Plistocè. Els monotremes extints (Teinolophos i Steropodon) estaven estretament relacionats amb l'ornitorrinc modern. Un Steropodon fossilitzat fou descobert a Nova Gal·les del Sud, consistent en un maxil·lar inferior opalitzat amb tres dents molars (mentre que l'ornitorrinc modern adult manca de dents). Inicialment es cregué que les dents molars eren tribosfèniques, cosa que hauria recolzat una variació de la teoria de Gregory, però la recerca posterior suggerí que, tot i tenir tres cúspides, evolucionaren en un procés diferents. Es creu que el fòssil té uns 110 milions d'anys d'antiguitat, cosa que significa que aquest animal, semblant a l'ornitorrinc, vivia al període Cretaci; és el fòssil de mamífer més antic descobert a Austràlia. Monotrematum sudamericanum, un altre parent fòssil de l'ornitorrinc, fou descobert a l'Argentina, indiquen que els monotremes estaven presents al supercontinent de Gondwana quan els continents de Sud-amèrica i Austràlia estaven units via l'Antàrtida (fins fa uns 167 milions d'anys).
A causa de la divergència primerenca dels mamífers teris i el nombre reduït d'espècies vivents de monotremes, és objecte habitual de recerca en biologia evolutiva. El 2004, investigadors de la Universitat Nacional d'Austràlia descobriren que l'ornitorrinc té deu cromosomes sexuals, en contrast amb els dos (XY) de la majoria d'altres mamífers (per exemple, un ornitorrinc mascle sempre serà XYXYXYXYXY). Tot i que se'ls dona la designació XY dels mamífers, els cromosomes sexuals de l'ornitorrinc són més similars als cromosomes sexuals ZZ/ZW dels ocells. El genoma de l'ornitorrinc també conté gens tant reptilians com mamiferoides associats amb la fertilització dels ous. Com que manca del gen que determina el sexe en els mamífers, SRY, el procés de determinació del sexe de l'ornitorrinc roman desconegut. El 8 de maig del 2008 es publicà una versió d'esborrany de la seqüència genòmica de l'ornitorrinc a Nature, revelant elements tant reptilians com mamiferoides, així com dos altres gens que anteriorment només s'havien descobert en ocells, amfibis i peixos. Més del 80% dels gens de l'ornitorrinc són comuns als altres mamífers dels quals s'han seqüenciat els gens i l'estudi ha demostrat que l'ornitorrinc fou la primera espècie a fer la transició del seu avantpassat semblant a un rèptil a un mamífer.

## Estat de conservació
A banda de la seva desaparició de l'estat d'Austràlia Meridional, l'ornitorrinc ocupa la mateixa distribució general que abans de la colonització europea d'Austràlia. Tanmateix, s'han documentat canvis locals i la fragmentació de la distribució a causa de la modificació del seu hàbitat per part dels humans. Tanmateix, la seva abundància actual i històrica és menys coneguda i probablement ha patit un declivi de les poblacions, tot i que encara se'l considera comú a la majoria de la seva distribució actual. L'espècie fou intensament caçada pel seu pelatge fins als primers anys del segle xx i, tot i ser protegida arreu d'Austràlia a partir del 1905. Fins al 1950 encara corria el perill d'ofegar-se a les xarxes de pesca a l'interior. L'ornitorrinc no sembla córrer un perill immediat d'extinció gràcies a les mesures de conservació, però podria sofrir a causa de la destrucció d'hàbitat provocada per embassaments, la irrigació, la contaminació, les xarxes i les trampes. La UICN el llista com a espècie gairebé amenaçada a la seva Llista Vermella.

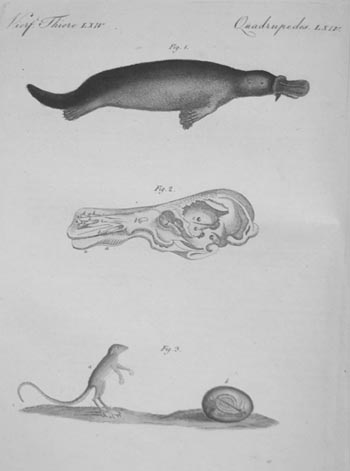
Il·lustració d'un ornitorrinc en un llibre per infants publicat a Alemanya el 1798.

Els ornitorrincs pateixen, generalment, poques malalties en estat salvatge; tanmateix, a Tasmània hi ha una preocupació pública estesa sobre l'impacte potencial d'una malaltia causada pel fong Mucor amphibiorum. La malaltia (denominada «mucormicosi») només afecta els ornitorrincs de Tasmània i no ha estat observada en ornitorrincs del continents. Els animals afectats poden desenvolupar lesions cutànies lletges o úlceres a diverses parts del cos com a l'esquena, la cua i les potes. La mucormicosi pot matar els ornitorrincs; la mort ve provocada per infeccions secundàries i perquè queden afectades la capacitat de l'animal de mantenir la seva temperatura corporal i la seva eficàcia a l'hora de buscar aliment. La Secció de Conservació de la Biodiversitat del Departament d'Indústries Primàries i Aigua estan col·laborant amb NRM North i investigadors de la Universitat de Tasmània per determinar l'impacte de la malaltia sobre els ornitorrincs de Tasmània, així com el mecanisme de transmissió i la difusió actual de la malaltia. Fins fa poc, la guineu, una espècie introduïda, estava restringida al continent australià, però cada cop més proves indiquen que està present en nombres reduïts a Tasmània.
La majoria del món conegué l'ornitorrinc el 1939 quan la National Geographic Magazine publicà un article sobre l'ornitorrinc i els estudis d'estudiar-lo i criar-lo en captivitat. Es tracta d'una tasca difícil i des d'aleshores només s'ha aconseguit criar amb èxit unes quantes cries – notablement al Santuari de Healesville de Victòria. La figura més destacada d'aquests esforços fou David Fleay, que posà en lloc un «ornitorrincari» (un rierol simulat dins d'un tanc) al Santuari de Healesville i tingué èxit en la cria el 1943. El 1972, trobà una cria morta d'uns cinquanta dies d'edat, que presumiblement havia nascut en captivitat, al seu parc faunístic de Burleigh Heads a la Gold Coast de Queensland. Healesville tornà a tenir èxit el 1998 i de nou el 1999 amb un tanc semblant amb un rierol. El Zoo de Taronga de Sydney crià bessons el 2003 i hi hagué un nou naixement el 2006.

## Aspectes culturals

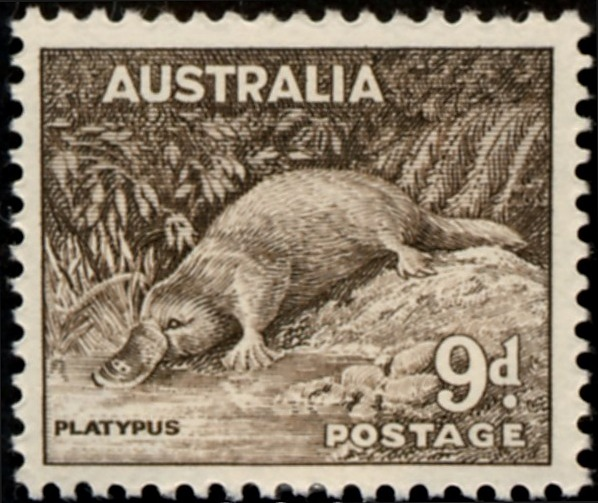
Un ornitorrinc en un segell postal d'Austràlia emès el 1937

A vegades es diu fent broma que l'ornitorrinc és una prova que Déu té sentit de l'humor (per exemple, al començament de la pel·lícula Dogma). La seva aparença inusual ha fet que aparegui en molts mitjans, especialment a la seva Austràlia natal.
Com a símbol de l'estrany ha servit per algunes reflexions filosòfiques, com per exemple, les d'Umberto Eco a la seva obra Kant e l'ornitorrinco (1997) o les de Thomas Cathcart a Platon et son ornithorynque entrent dans un bar… La philosophie expliquée par les blagues (sans blague ?).
L'ornitorrinc ha estat una mascota en diverses ocasions: Syd the Platypus fou una de les tres mascotes elegides pels Jocs Olímpics de Sydney 2000, juntament amb un equidna i un cucaburra, Expo Oz the Platypus fou la mascota de l'Expo '88, que se celebrà el 1988 a Brisbane, i Hexley the Platypus és la mascota del sistema operatiu Darwin basat en BSD d'Apple Computer, Mac OS X.
L'ornitorrinc també ha aparegut en cançons, com ara l'obra de Green Day Platypus (I Hate You) o la cançó Platypus de Mr. Bungle. És el protagonista d'un poema infantil de Banjo Paterson, i també apareix sovint com a personatge en programes de televisió per nens, com ara la Família Ornitorrinc de Mister Rogers' Neighborhood, Perry the Platypus al programa Phineas and Ferb i Ovide, l'estrella del dibuix animat Ovide and the Gang.